# جمشيد هاشمي
جمشيد هاشمي (بالإسبانية: Jamshid Hashemi)‏ هو شخصية أعمال نيكاراغوي، ولد في 25 أبريل 1936، وتوفي في 26 أغسطس 2013.